# Шнайдер, Берт
Джулиус Густав Альберт "Берт" Шнайдер, более известный как Берт Шнайдер (1 июля 1897 — 20 февраля 1986) — канадский боксёр, чемпион Олимпийских игр в Амстердаме 1920 года в полусреднем весе. С 1921 года выступал в профессионалах.

## Биография
Родившийся в США, Берт Шнайдер попал в Канаду в возрасте девяти лет. Проживая в Монреале, в юные годы активно занимался разными видами спорта: плаванием, дайвингом, лыжами, водным поло и боксом.
 
В годы Первой мировой войны пытался вступить в королевскую канадскую армию, но не был зачислен, потому что еще не имел канадского гражданства. Начав серьезно тренироваться в качестве боксера, считался   местной спортивной звездой ещё до того, как выиграл чемпионаты Канады по боксу в полусреднем весе в 1919 и 1920 годах.
 Несмотря на то, что ещё не получил канадского гражданства, был выбран для представления Канады на летних Олимпийских играх 1920 года. В то время такое допускалось для национального представительства на Олимпиадах.
В олимпийском турнире в полусреднем весе участвовало 18 человек из 11 стран мира. Допускалось участие двоих представителей от каждой страны.
 
Не будучи фаворитом, Шнайдер вышел в финал, где его соперником стал британский боксер, шотландец Александр Айрленд. Их бой выдался настолько близким, что был назначен дополнительный 4-й раунд для выявления победителя, это было предусмотрено регламентом. В результате судьи отдали победу Берту Шнайдеру, который стал первым канадским боксёром - олимпийским чемпионом.

Результаты на Олимпийских играх 1920 (вес до 66,7 кг):

В первом круге был свободен

Победил Джозефа Томаса (Южная Африка) по очкам

Победил Аге Стина (Норвегия) по очкам

Победил Фредерика Колберга (США) по очкам

Победил Александра Айрленда (Великобритания) по очкам

В январе 1921 года Шнайдер стал профессионалом и выиграл свой дебютный поединок против американца Джерри Коула. В течение своей карьеры один раз в 1925 году оспаривал титул чемпиона Канады в полусреднем весе, но бой проиграл. Закончил профессиональную боксерскую карьеру в 1927 году.
 
Более 30 лет проработал в Пограничной службе США.

## Признание
В 1975 году введен в Зал спортивной славы Канады.